# New Glasgow
New Glasgow (gäl. Baile Beag/Glaschu Ùr) ist eine Stadt in der kanadischen Provinz Nova Scotia im Pictou County. 
Sie liegt am East River of Pictou und bildet mit den benachbarten Gemeinden Stellarton, Westville, Trenton und Pictou den viertgrößten Ballungsraum der Provinz.

## Geschichte
1784 gründete Deacon Thomas Fraser die Stadt. Der erste Handelsposten wurde 1809 eröffnet. 1840 eröffnete George MacKenzie die erste Werft der Stadt.

## Wirtschaft
New Glasgow ist das Industriezentrum der Region. Wichtigste Arbeitgeber der Stadt sind eine Reifenfabrik der Firma Michelin (1400 Beschäftigte), ein Callcenter von Convergys (900 Beschäftigte), eine Papierfabrik von Kimberly-Clark (1300 Beschäftigte) und Trenton Works, ein Hersteller von Eisenbahnwagen (1200 Beschäftigte).

## Söhne und Töchter der Stadt
- Cornelius O’Brien (1843–1906), römisch-katholischer Erzbischof von Halifax
- Gitz Rice (1891–1947), Sänger, Pianist, Komponist und Entertainer
- Kenower W. Bash (1913–1986), US-amerikanisch-schweizerischer Psychologe, Psychiater und Psychoanalytiker
- John Hamm (* 1938), ehemaliger Premierminister Nova Scotias
- Lowell MacDonald (* 1941), Eishockeyspieler
- George Archibald (* 1946), Naturschützer
- Peter MacKay (* 1965), ehemaliger kanadischer Außen-, Justiz- und Verteidigungsminister
- David Cameron (* 1969), Dartspieler
- Jon Sim (* 1977), Eishockeyspieler
- Colin White (* 1977), Eishockeyspieler
- Derrick Walser (* 1978), Eishockeyspieler
- Diego Klattenhoff (* 1979), Schauspieler